# Diphilosz (építész)
Diphilosz (Δίφιλος, latinosan Diphilus, i. e. 1. század) feltehetőleg görög építész, akiről Cicero beszámol fivérének írt levelében. Marcus Vitruvius Pollio szintén említi egy Diphilosz nevű építésznek a gépekről írt, azóta elveszett művét. Pecz Vilmos feltételezése szerint a két személy azonos.
A Cicero-féle levél szerint ferde, később mással kijavítandó oszlopokat állított és nagyon lassan dolgozott. Valószínűleg közmondásossá vált az utóbbi tulajdonsága:
| (latin) „Diphilo tardier”            | (magyarul)„Lassúbb, mint Diphilus” |
| – Czanyuga József: Latin közmondások |                                    |